# Pioraco
Pioraco település Olaszországban, Marche régióban, Macerata megyében. Lakosainak száma 965 fő (2023. január 1.). Pioraco Castelraimondo, Fiuminata, Sefro és Camerino községekkel határos.

## Népesség
A település lakossága az elmúlt években az alábbi módon változott:
| Lakosok száma | 1162 | 1106 | 965  |
|               | 2017 | 2018 | 2023 |